# 西濃圏域合併協議会
西濃圏域合併協議会（せいのうけんいきがっぺいきょうぎかい）は、岐阜県大垣市を中心とする同県西濃地方の市町によって構成された合併協議会である。

## 概要

### 発足
県都岐阜市に次ぐ第2の都市を構成することを目的として、岐阜県西濃地方全ての市町村で構成する西濃市構想を掲げたが、海津郡3町（現海津市）及び揖斐郡（池田町以外）は大垣市を中心とする合併協議には不参加を表明した。最終的には9市町（大垣市、安八郡神戸町、同郡輪之内町、同郡安八町、同郡墨俣町、養老郡養老町、同郡上石津町、不破郡垂井町、揖斐郡池田町）が参加し、2003年2月に発足した。なお、池田町は揖斐川町を中心とする揖斐郡合併協議会にも参加していたが、後日離脱した。
同年4月には不破郡関ケ原町が加わり、合計10市町となった。これにより人口合計が30万人を超えたことから、中核市への移行をも視野に入れることとなった。また、海津郡平田町では大垣市との合併協議に参加するかを問う住民投票が2003年9月に行われたが、「大垣市との合併協議に反対」が「賛成」を上回ったため完全に不参加となった。

### 相次ぐ離脱表明
しかし、合併調印（2004年8月23日）を目前とした2004年8月12日に安八郡安八町が離脱を正式に発表した。10月31日に不破郡垂井町、関ケ原町、安八郡神戸町の3町で合併の是非を問う住民投票を実施、3町とも「大垣市などとの合併に反対」が「賛成」を上回ったため、民意に沿い後日離脱することとなる。
当初の目的である中核市構想が大きく外れてしまったため、事情が変わったことから11月に養老郡養老町が離脱した。養老町の離脱により飛び地が2つになるという事態となったため（安八町の離脱で飛び地を1つ抱える事態となっていた）、それを嫌気した安八郡輪之内町、揖斐郡池田町が離脱した。

### 「西濃圏域1市2町合併協議会」として再出発
2005年2月17日に合併協議に残った大垣市、養老郡上石津町、安八郡墨俣町の1市2町で構成する西濃圏域1市2町合併協議会が正式設置された。また池田町では、この合併協議会には入らず事実上離脱したことを嫌気した合併推進派が「民意に反する」と住民投票請求を行ったため、1月23日に住民投票を行った。しかし、県知事選と重なったことが災いし、公職選挙法により合併推進、反対派双方とも賛同を呼びかける運動が出来なかった。結果、判断材料のほとんど無い状態での投票となったため、最終的に住民は「池田町単独」を選択した（「大垣市などとの合併」「神戸町との合併」「単独」の3つから投票する方式）。合併推進派が単独推進を後押しする結果となってしまった。元々合併協議は正式設置以前より1市2町で今後のことが話し合われていたため、土壇場での合併ではかえって不利になっていたものと思われる。
合併調印は2月25日に行われ、協議会は3月31日に解散した。